# Antigua, Guatemala
La Antigua Guatemala, numit scurt și Antigua, este un oraș cu 35.000 de locuitori situat central pe un podiș în Guatemala. Între anii 1543 și 1773 a fost capitala coloniei spaniole din America Centrală. Astăzi orașul este centrul administrativ al departamementului Sacatepéquez. Sunt renumite clădirile în stil baroc din oraș, motiv pentru care, în anul 1979, localitatea a fost declarată patrimoniu mondial UNESCO.